# Валтер Гимараис
Валтер Гимараис (17. мај 1913. — 21. фебруар 1979) био је бразилски фудбалер. Играо је за репрезентацију Бразила на светском првенству 1934.